# Ten Nights in a Bar Room (film fra 1921)
Ten Nights in a Bar Room er en amerikansk stumfilm fra 1921 af Oscar Apfel.

## Medvirkende
- Baby Ivy Ward som Mary Morgan
- John Lowell som Joe Morgan
- Nell Clarke Keller som Fanny Morgan
- Charles Mackay som Simon Slade
- James Phillips som Frank Slade
- Ethel Dwyer som Dora Slade
- Charles Beyer som Harvey Green
- John Woodford som Judge Hammond
- Kempton Greene som Willie Hammond